# توخلینک
توخلینک (به لاتین: Tuchlinek) یک منطقهٔ مسکونی در لهستان است که در Gmina Sierakowice واقع شده‌است.

## خصوصیات
توخلینک ۱۸۱ نفر جمعیت دارد.